# Duvnäs krog

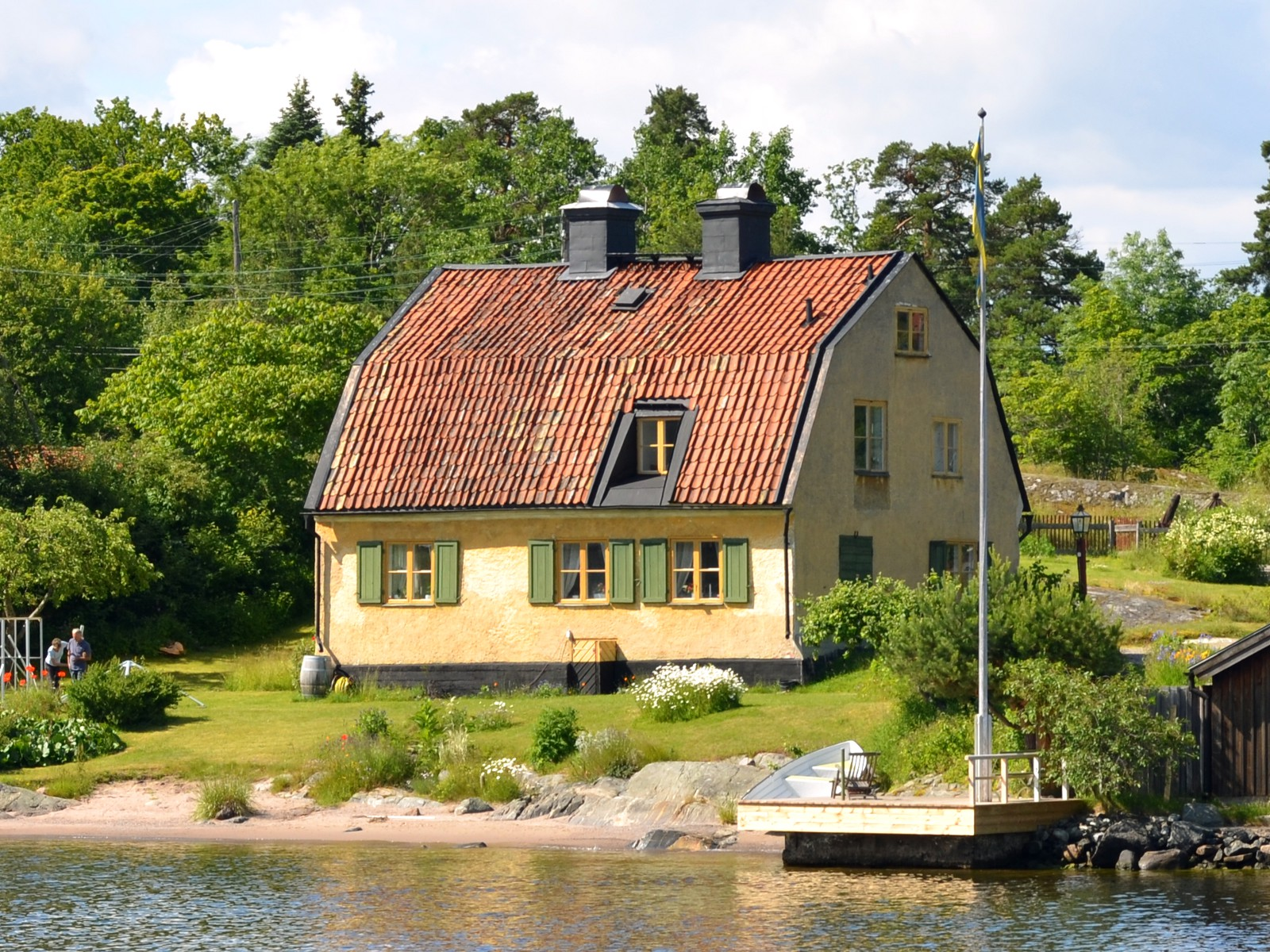
Före detta Duvnäs krog sedd från Skurusundet i juni 2012.

Duvnäs krog (även kallad Tegelbruket) var en sjökrog belägen vid nuvarande adress Duvnäs udde 15 i Saltsjö-Duvnäs i Nacka kommun. Byggnaden finns bevarad och är numera privatbostad.

## Tegelslagarens hus

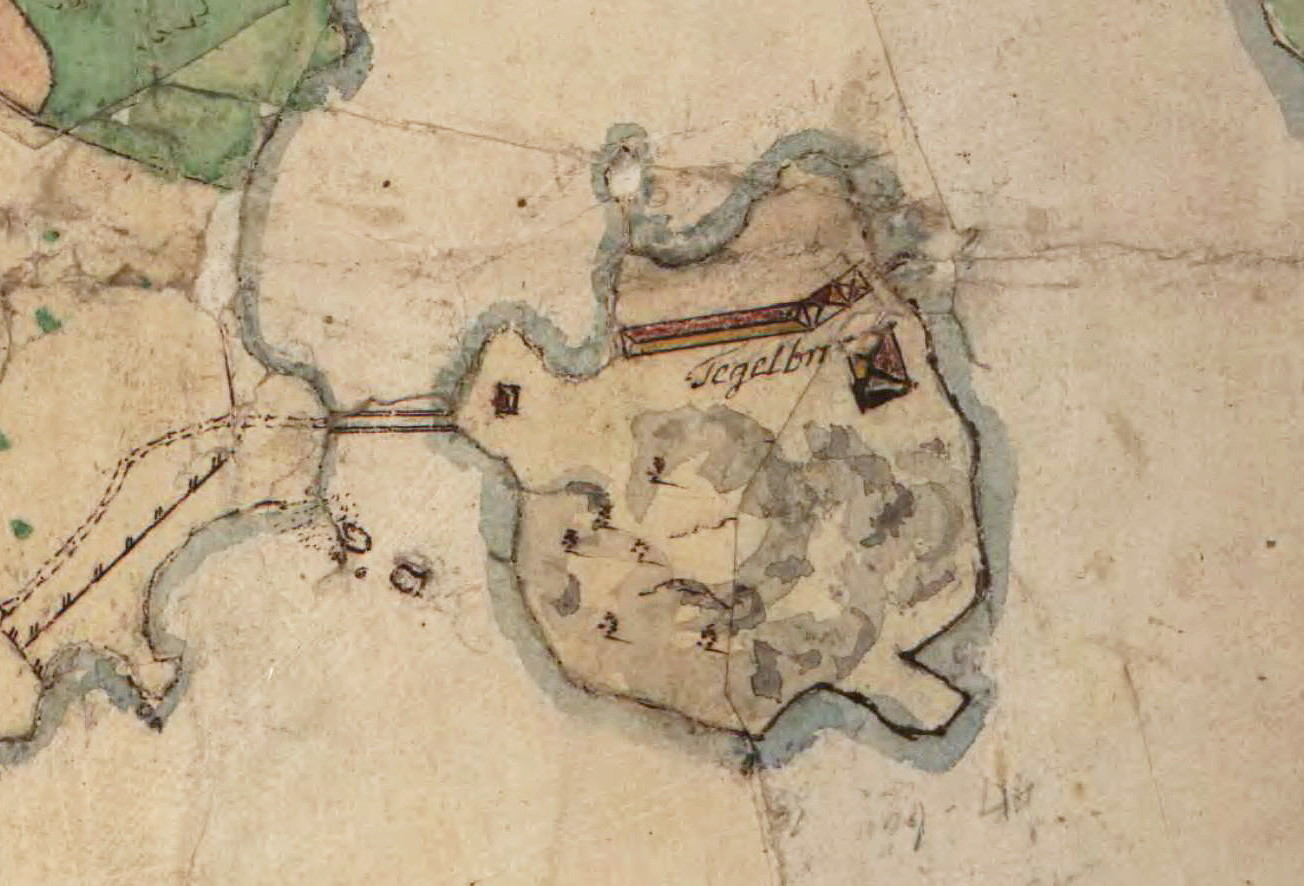
Karta över Duvnäs holme, 1782.

Alternativnamnet Tegelbruket härrör från den tid när ett tegelbruk låg på Duvnäs holme (dagens Duvnäs udde) och huset var tegelslagarens bostad. Tegelbruket tillhörde Duvnäs gård och omnämns första gången på 1400-talet då tegel skall ha levererats till befästningsarbeten för stadsmuren i Stockholm.
Byggnaden är dock av senare datum och troligen tillkommen på 1700-talets mitt när Robert Finlay ägde Duvnäs gård. På en karta från 1782 syns tegelslagarens bostadshus och norr därom en långsmal byggnad som föreställer torkladan samt två mindre hus i anslutning till torkladan som är förmodligen brännugnar. Vid den tiden var Duvnäs udde en ö som via en bro hade kontakt med fastlandet.

## Krogen

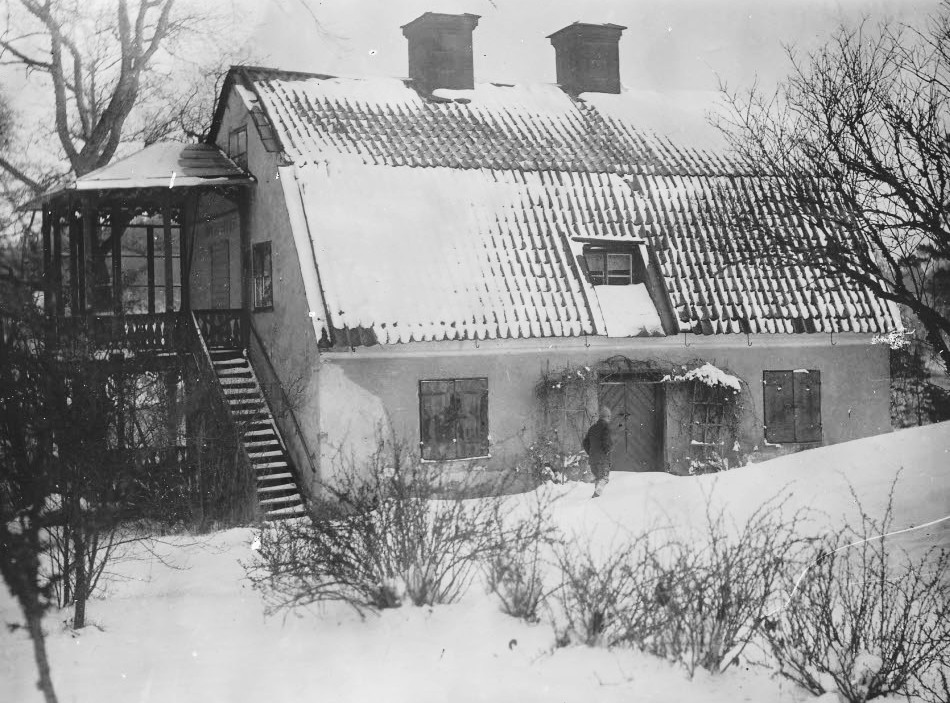
Huset på 1920-talet.

Den täta trafiken på Skurusundet motiverade sjökrogar längs leden. En av dem låg på Duvnäs holme och inrättades i bottenvåningen av tegelslagarens bostadshus. Jonas Carl Linnerhielm, nämner den inte i sina reseskildringar Bref under resor i Sverige när han 1797 besökte Nacka socken, däremot talade han om tegelbruket som låg på samma ställe. Detta kan indikera att en krogrörelse inte fanns förrän i början av 1800-talet. Krogen hade sin blomstringstid under mitten av 1800-talet, då ångbåtarna mot Stockholm från Gustavsberg och Sandhamn lade till här. När verksamheten upphörde är okänd. På ett fotografi från 1920-talet syns huset som inhyste två lägenheter. Den övre våningen nåddes via en numera riven utvändig trappa.
I Saltsjö-Duvnäs fanns ytterligare en krog. Den hette Kolbottens Wärdshus, som på sin tid lockade kända gäster, bland dem Carl Gustaf Tessin och Märta Helena Reenstierna kallad Årstafrun. Värdshuset, som visas redan på en karta från 1690, låg mellan dagens Kolbottensjön och Saltsjö-Duvnäs station. Här gick den livligt trafikerade vintervägen från Värmdö kyrka över Hammarby sjö och vidare till Stockholm.